# Óscar Romero (piłkarz)
Óscar David Romero Villamayor (ur. 4 lipca 1992 w Fernando de la Mora) – paragwajski piłkarz występujący na pozycji ofensywnego pomocnika lub skrzydłowego w brazylijskim klubie Botafogo FR oraz w reprezentacji Paragwaju. Wychowanek Cerro Porteño. Znalazł się w kadrze na Copa América 2016.
Jego brat bliźniak Ángel Romero również jest piłkarzem.